# Ludwig Münch
Franz Karl Ludwig Georg Münch (* 3. Februar 1852 in Groß-Gerau; † 12. August 1922 in Darmstadt) war ein deutscher Schuldirektor und Politiker (NLP) und Abgeordneter der 2. Kammer der Landstände des Großherzogtums Hessen.
Ludwig Münch war der Sohn des Kreisarztes Georg Karl Ludwig Münch und dessen Ehefrau Susanne Isaline, geborene Chautems. Er absolvierte ein Studium der Philologie, Mathematik und Physik. Münch, der evangelischen Glaubens war, heiratete zwei Mal. In zweiter Ehe heiratete er Alwine geborene Petersen.
Er war prov. Reallehrer in Groß-Gerau. 1877 wurde er Lehrer am LGG Darmstadt, 1886–1892 Direktor der Realschule Wimpfen und 1894 Direktor des Realgymnasiums in Darmstadt. 1904 wurde er zum Geheimen Schulrat ernannt.
Von 1909 bis 1918 gehörte er der Zweiten Kammer der Landstände an. Er wurde für den Wahlbezirk der Stadt Darmstadt gewählt.
Ab 1910 produzierte Ludwig Münch 30 Zeichentrickfilme, die im Mathematikunterricht eingesetzt werden sollten und unterschiedliche Themen aus dem Bereich der Geometrie erläuterten. Münch zeigte die Filme auch auf Tagungen und warb damit für den Einsatz von Filmen im Schulunterricht. Zwanzig dieser Lehrtrickfilme sind erhalten und befinden sich heute Bundesarchiv (Filmarchiv in Berlin) und im Deutschen Filminstitut in Wiesbaden.

## Schriften
- Die elektrodynamische & dynamoelektrische Maschine mit Ringanker behandelt für den Physikunterricht an höheren Lehranstalten. Ludwigshafen: Waldkirch, 1887 (Digitalisat)